# Нигяр-ханым
Нигяр-ханым (тур. Nigâr Hanım, осман. نگار خانم‎; 1856, Стамбул, — 1 апреля 1918, Стамбул) — османская поэтесса и писательница.

## Биография
Нигяр-ханым имела венгерское происхождение, её отец Макар Осман-паша бежал в Османскую империю из Венгрии в 1848 году после начала Венгерской революции (1848—1849). Нигяр родилась в 1856 году в Стамбуле. Она получила образование в Французской школе в Кадыкёй, научилась играть на фортепиано в очень раннем возрасте, кроме того изучала турецкий, арабский и фарси с репетитором. Впоследствии отлично знала французский, греческий, немецкий; на итальянском, армянском, арабском, фарси и венгерском читала и писала достаточно хорошо, в общей сложности знала восемь языков. Она хорошо разбиралась в культуре Востока и Запада, знала французскую литературу и вскоре начала писать стихи на французском языке. Ее ранняя поэзия написана в традиционном диванном стиле, но позднее под влиянием творчества Махмуда Экрема Реджаизаде и других авторов она заняла более модернистскую позицию. Нигяр-ханым внедряла западные стили в турецкую литературу и стала ведущей поэтессой Османской империи в период после Танзимата. Её стиль и выбор тем имеют ярко выраженный женский характер. Её стихи часто публиковали в турецких газетах того времени.
За свою гуманитарную деятельность она получила от султана Абдул Хамида II Орден Милосердия.
В последние годы ее жизни из-за болезней она стала редко появляться в обществе и вела затворнический образ жизни. Нигяря-ханым умерла в Стамбуле 1 апреля 1918 года.

## Личная жизнь
Отец выдал её замуж в четырнадцать лет, но через несколько лет брак распался и она развелась. Известно, что у Нигяр был сын Салих Керамет, обучавший детей последнего халифа Османской империи Абдул-Меджида II. После того, как 3 марта 1924 года был издан закон № 431, согласно которому все прямые члены династии Османов изгонялись из страны, Салих Керамет покинул Турцию вместе с Абдул-Меджидом. 
Она была важной и известной фигурой в обществе своего времени. Помимо своей карьеры в качестве поэта, ее образ жизни имел большое влияние на общество и перспективы для женщин в Османской империи в конце XIX — начале XX века. Хоть она и не была феминисткой, её представление о правах женщины намного опережали своё время.